# Дънкан Лорънс
Дънкан де Мур, по-известен като Дънкан Лорънс, е нидерландски певец и автор на песни. Той започва своята музикална кариера през 2014 г. и става полуфиналист в петия сезон на „The Voice of Holland“. Лорънс представя Нидерландия в Евровизия 2019 с песента „Arcade“ („Аркада“) и печели песенния конкурс с 498 точки, давайки на Нидерландия първата си победа на Евровизия от 1975 г. насам.

## Биография
Роден в Спийкенисе (близо до Ротердам), Лорънс израства в Хелевоетслуис. Той пише свои песни още от 13-годишна възраст, като начин за бягство от насилието.
През 2012 г. той печели конкурса за таланти на град Брил. Година по-късно той основава своя собствена група „The Slick and Suited“, с която започва музикалната си кариера в Рок академията в Тилбург и изпълнява на фестивала „Eurosonic Noorderslag“ в Гронинген през 2013 г.
Участва в петия сезон на „The Voice of Holland“, под ръководството на Илзе де Ланга. Заедно с Джихад Рамуни през 2018 г. той написва песента „Closer“ за корейския албум на корейската група „TVXQ“ озаглавен „New Chapter #1: The Chance of Love“.
През май 2019 г. той представя Нидерландия в Евровизия 2019 в Тел Авив, Израел с песента „Arcade“ („Аркада“). Накрая той печели песенния конкурс, като на финала получава общо 498 точки (237 точки от журитата и 261 точки от телефонното гласуване).
Лорънс е бисексуален. На 5 октомври 2020 г. съобщава, че е сгоден за Джордан Гарфийлд, американски текстописец.